# Христианская визия
Христианская визия (бел. Хрысціянская візія) — общественная организация, объединяющая священнослужителей, богословов и активистов Православной, Римско-Католической, Греко-Католической и Евангелической церквей в Беларуси и за рубежом для формирования и содействия совместной деятельности христиан по достижению цели — преодоления политического кризиса и обеспечения общественного согласия.

## Статус и состав
Группа «Христианская визия» была создана 9 сентября 2020 года как рабочая группа Координационного совета Беларуси и являлась неформальным межконфессиональным объединением, к которому могут присоединиться члены Координационного совета.
Заявление об основании группы первоначально подписали 24 светских верующих и священника, представляющих все основных христианские конфессии страны.
Модератор группы — Наталья Василевич.

## Деятельность
«Христианская визия» отслеживает и предаёт огласке факты преследования верующих в Беларуси по религиозным и политическим мотивам, и ущемлению их прав в местах заключения. Факты обобщаются в Мониторинге на русском а английском языках. Они привлекли внимание национальных и международных СМИ.
Группа мобилизирует светских верующих и духовенство на высказывания и акции в поддержку ненасилия, восстановления законности и освобождения политзаключённых, и освещает их деятельность.
Привлекает богословов, священнослужителей, других людей и организации в Беларуси и за рубежом к богословскому осмыслению протестов и репрессий в Беларуси. Беспрецедентным для Беларуси примером такой рефлексии стало письмо Светланы Тихановской папе Франциску в ответ на его энциклику.
Организует и содействует — в Беларуси и за рубежом — кампаний в поддержку политзаключённых, преследуемых верующих и церковных общин в Беларуси.
В марте 2022 года группа также занялась исследованием антивоенных инициатив в России, мониторингом преследований христиан за антивоенную позицию. В результате появилась инициатива «Христиане против войны».
Организация официально зарегистрирована как публичное учреждение в Литве под названием «Христианская визия для Беларуси».

## Преследование
В августе и сентябре 2023 года Telegram-канал группы был признан экстремистским материалом по решению судов Миорского района и Лидского района.
В октябре 2023 года признаны экстремистскими материалами Instagram-, Facebook и Twitter-аккаунт группы по решению суда Октябрьского района города Витебска.
В 2025 году власти Беларуси объявили «Христианскую визию» экстремистским формированием.